# Аргентина на зимових Олімпійських іграх 1998
Аргентина на зимових Олімпійських іграх 1998 року, які проходили в японському Нагано, була представлена 2 спортсменами (1 чоловіком та 1 жінкою) у двох видах спорту: гірськолижний спорт та сноубординг. Прапороносцем на церемонії відкриття Олімпійських ігор була гірськолижниця Карола Калельйо.
Аргентина вчотирнадцяте взяла участь у зимовій Олімпіаді. Аргентинські спортсмени не здобули жодної медалі.

## Гірськолижний спорт
| Спосртсмен      | Дисципліна                | Спуск 1 | Спуск 2 | Разом   | Разом |
| Спосртсмен      | Дисципліна                | Час     | Час     | Час     | Місце |
| --------------- | ------------------------- | ------- | ------- | ------- | ----- |
| Карола Калельйо | швидкісний спуск, жінки   |         |         | 1:36.71 | 34    |
| Карола Калельйо | супергігант, жінки        |         |         | 1:25.08 | 41    |
| Карола Калельйо | гігантський слалом, жінки | DNF     | –       | DNF     | –     |
| Карола Калельйо | слалом, жінки             | 50.52   | 51.04   | 1:41.56 | 25    |

| Спортсмен       | Дисципліна        | Шв. спуск | Слалом | Слалом | Разом         | Разом |
| Спортсмен       | Дисципліна        | Час       | Час 1  | Час 2  | Загальний час | Місце |
| --------------- | ----------------- | --------- | ------ | ------ | ------------- | ----- |
| Карола Калельйо | комбінація, жінки | 1:35.09   | 39.98  | 38.70  | 2:53.77       | 19    |

## Сноубординг
| Спортсмен     | Дисципліна                   | Спуск 1 | Спуск 2 | Разом   | Разом |
| Спортсмен     | Дисципліна                   | Час     | Час     | Час     | Місце |
| ------------- | ---------------------------- | ------- | ------- | ------- | ----- |
| Маріано Лопес | гігантський слалом, чоловіки | 1:12.20 | 1:19.11 | 2:31.31 | 21    |